# 더글러스 매킬로이

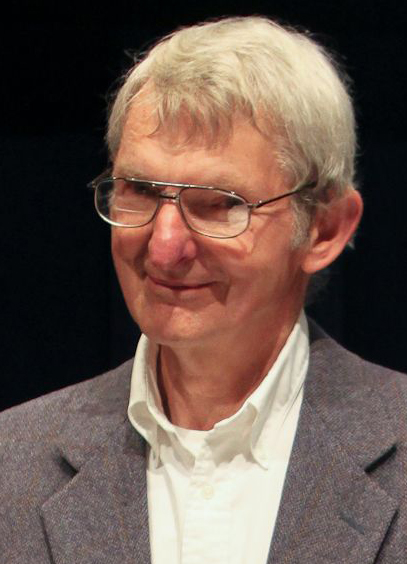
2011년

말콤 더글러스 매킬로이(Malcolm Douglas McIlroy, 1932년 ~ )는 수학자, 공학자, 프로그래머이다. 2019년 기준으로 그는 다트머스 대학교의 컴퓨터 과학 학부의 조교수이다. 매킬로이는 유닉스 파이프라인을 처음 제안한 인물로 잘 알려져 있으며 spell, diff, sort, join, graph, speak, tr 등 여러 유닉스 도구들을 개발하였다. 매크로 프로세서와 프로그래밍 언어 확장성의 선구적인 연구자들 가운데 하나이기도 하였다. 특히 PL/I, SNOBOL, ALTRAN, TMG, C++ 등 영향력있는 여러 프로그래밍 언어들의 설계에 참여하였다.
소프트웨어 분리 과정과 코드 재사용에 관한 중대한 작업을 통해 컴포넌트 기반 소프트웨어 공학과 소프트웨어 제품계열공학의 선구자가 되었다.

## 같이 보기
- 유닉스 철학